# Винищувальне командування Повітряних сил Великої Британії
Винищувальне командування Королівських Повітряних сил Великої Британії (англ. RAF Fighter Command) — одне з командувань Королівських Повітряних сил Великої Британії, що існувало з 1936 по 1968 роки у складі Збройних сил Об'єднаного Королівства й зіграло ключову роль в обороні Британії під час стратегічних бомбардувань нацистської авіації в роки Другої світової війни. 17 листопада 1943 року Винищувальне командування було розділене на дві складові: оборонну та наступальну, що стали Силами протиповітряної оборони Великої Британії (англ. Air Defence of Great Britain (ADGB) та 2-м Тактичним командуванням ПС (англ. RAF Second Tactical Air Force) відповідно. У жовтні Сили ППО були знову перейменовані на Винищувальне командування.
Винищувальне командування Повітряних сил Великої Британії формувалось у липні 1936 року. З перших днів війни на Західному фронті пілоти Винищувального командування брали активну участь у повітряних боях, в особливості найважливішими та найкривавішими для них стали часи боїв за Британію. За час бойових дій на Західноєвропейському фронті Винищувальне командування ПС втратило загиблими 3 690 пілотів, ще 1 215 дістали поранень і 691 потрапив у полон. Загалом було втрачено у боях 4 790 літаків різного типу.
1968 році Командування перетворене на Ударне Командування ПС.

## Командування
Командувачі
- головний маршал повітряних сил сер Г'ю Даудінг (14 липня 1936 — 25 листопада 1940);
- маршал повітряних сил сер Шолто Дуглас (25 листопада 1940 — 28 листопада 1942);
- маршал повітряних сил сер Траффорд Лі-Меллорі (28 листопада 1942 — 15 листопада 1943);
- маршал повітряних сил сер Родерік Гілл (15 листопада 1943 — 14 травня 1945);
- маршал повітряних сил сер Джеймс Робб (14 травня 1945 — 17 листопада 1947);
- маршал повітряних сил сер Вільям Елліот (17 листопада 1947 — 19 квітня 1949);
- маршал повітряних сил сер Безіл Ембрі (19 квітня 1949 — 7 квітня 1953);
- маршал повітряних сил сер Дермот Бойл (7 квітня 1953 — 1 січня 1956);
- маршал повітряних сил сер Г'юберт Патч (1 січня — 8 серпня 1956);
- маршал повітряних сил сер Томас Пайк (8 серпня 1956 — 30 липня 1959);
- маршал повітряних сил сер Гектор Макгрегор (30 липня 1959 — 18 травня 1962);
- маршал повітряних сил сер Дуглас Морріс (18 травня 1962 — 3 березня 1966);
- маршал повітряних сил сер Фредерік Розьє (3 березня 1966 — 30 квітня 1968).

## Відео
- RAF Fighter Command 'Battle of Britain' 1940 — Flying Legends 2015